# جو کلارک (بازیکن فوتبال، زاده ۱۸۹۰)
جو کلارک (انگلیسی: Joe Clark; ۱۵ فوریهٔ ۱۸۹۰ – ۱۹۶۰ (۶۹−۷۰ سال)) بازیکن فوتبال اهل بریتانیا بود.
از باشگاه‌هایی که در آن بازی کرده‌است می‌توان به باشگاه فوتبال روچدیل، باشگاه فوتبال ساوت‌همپتون، و باشگاه فوتبال کاردیف سیتی اشاره کرد.